# Шенель, Хазал
Хаза́л Шене́ль (тур. Hazal Şenel; род. 17 июня 1992, Стамбул) — турецкая актриса

 театра, кино,телевидения и озвучивания.

## Биография и карьера
Хазал Шенель родилась 17 июня 1992 года в Шишли (Стамбул, Турция).
С 2006 по 2009 год Шенель играла роль Кывылджым Айкар в телесериале «Селена». С 2010 по 2011 год она играла Мелоди Кузу в телесериале «Сделано в Турции». С 2011 по 2014 год играла роль Неше Бабаджан (Салчи) в телесериале «Плохая семёрка». В 2019 году сыграла роль Ширин Далиндагюзель в телесериале «Не отпускай мою руку». Также играет в театральных постановках.
Шенель занимается такими видами спорта, как катание на коньках, плавание и волейбол, занимается балетом и интересуется народными танцами.

## Фильмография
| Год       |    | Русское название          | Оригинальное название       | Роль                  |
| --------- | -- | ------------------------- | --------------------------- | --------------------- |
| 2006—2009 | с  | Селена                    | Selena                      | Кывылджым Айкар       |
| 2008      | ф  | Османская империя         | Osmanlı Cumhuriyeti         | кассирша              |
| 2010—2011 | с  | Сделано в Турции          | Türk Malı                   | Мелоди Кузу           |
| 2011—2014 | с  | Плохая семёрка            | Pis Yedili                  | Неше Бабаджан (Салча) |
| 2014      | мс | Аяс                       | Ayas                        | Йонджа 1              |
| 2015      | ф  | Ханняс: прячась в темноте | Hannâs: Karanlıkta Saklanan | Элиф                  |
| 2016      | ф  | Византийские игры         | Bizans Oyunları             | Чи Бёрек              |
| 2017      | с  | Буря внутри меня          | İçimdeki Fırtına            | Ешим                  |
| 2017      | с  | Два лжеца                 | İki Yalancı                 | Бурджу Унлучай        |
| 2017—2018 | с  | Бахтияр Ольмез            | Bahtiyar Ölmez              | Нуран                 |
| 2018      | тф | Сказка о любви            | Aşk Masalı                  | Мюге                  |
| 2019      | с  | Не отпускай мою руку      | Elimi Bırakma               | Ширин Далиндагюзель   |
| 2022—2023 | с  | В конце ночи              | Gecenin Ucunda              | Шимин Тезер           |